# Cruzilles-lès-Mépillat
Cruzilles-lès-Mépillat è un comune francese di 822 abitanti situato nel dipartimento dell'Ain della regione dell'Alvernia-Rodano-Alpi.

## Società

### Evoluzione demografica
Abitanti censiti